# Роялисты во время войны за независимость испанских колоний в Америке
Роялистами назывались люди из Испанской Америки (в основном коренное население) и европейцы, боровшиеся за сохранение целостности Испанской монархии во времена Испано-Американской войны за независимость.
На начальном этапе конфликта, когда король Фердинанд VII находился с плену во Франции, роялисты поддерживали власть Американской Верховной центральной правящей хунты Королевства (Испания) и Кортесы Кадиса, которые правили от имени Короля во время Войны на полуострове. В годы Либерального трехлетия в 1820, после реставрации Фердинанда VII в 1814, роялисты разделились на Абсолютистов, тех, кто поддерживал его настойчивое требование править в соответствии с традиционным правом, и Либералов, стремившимися восстановить реформы, проведённые кортесами Кадиса.

## Политическая эволюция

Территории, занимаемые роялистами на западе Южной Америки после битвы при Чакабуко 1818 года. Чилоэ и Вальдивия были анклавами роялистов, доступными только с моря.

Создание хунты на территории Испанской Америки в 1810 стало прямой реакцией на события в Испании в течение предыдущих двух лет. В 1808 Фердинанд VII был принужден отречься от престола Наполеоном с его пользу. Наполеон даровал трон своему брату, Жозефу Бонапарту. Верховная центральная хунта возглавила сопротивление правлению Жозефа и французской оккупации Испании, но потерпела ряд неудач, приведших к потере северной половины страны. 1 февраля 1810 года французские войска заняли Севилью и получили контроль над большей частью Андалусии. Войска Верховной хунты отступили к Кадису и самораспустилась в пользу Регентского совета Испании и Индии. После того, ка новость об этом распространилась по испанской Америке — появились политические линии разлома. Королевские чиновники и американцы испанского происхождения разделились на тех, кто поддерживал идею сохранения статус-кво, то есть сохранения всех правительственных учреждений и офицеров на своих местах, независимо от развития событий в Испании, и тех, кто считал, что пришло время установить местное правление, первоначально путём создания хунты, чтобы сохранить независимость Испанской Америки от французов или от крупного правительства в Испании, которое больше не могло законно претендовать на управление огромной империей. Важно отметить, что поначалу представители хунты заявляли, что осуществляют свои действия от имени свергнутого короля и официально не объявляли о своей независимости. Правление хунты было успешно установлено в Венесуэле, Рио-де-ла-Плата и Новой Гранаде. В ряде регионов были безуспешные попытки сделать это. Несколько хунт изначально решили признать Регентство, тем не менее создание хунты бросило вызов авторитету всех действующих королевских чиновников и праву правительства Испании править в Америке.
Через несколько месяцев после учреждения Регентства стало ясно, что Испания не потеряна, и, кроме того, правительство фактически восстанавливало себя. Были созваны Генеральные кортесы, традиционный парламент испанской монархии, в который в данном случае входили представители Америки. Регентство и кортесы начали издавать приказы и назначать королевских чиновников по всей империи. Тех, кто поддерживал новое правительство, стали называть «роялистами». Те, кто поддерживал идею сохранения независимых хунт, называли себя «патриотами», а некоторые из них были сторонниками провозглашения полной формальной независимости от Испании. По мере того как кортесы проводили либеральные реформы и работали над проектом конституции, среди роялистов возник новый раскол. Консерваторы (часто называемые в историографии «абсолютистами») не хотели видеть каких-либо нововведений в правительстве, а либералы их поддерживали. Эти разногласия станут более острыми после восстановления Фердинанда VII, потому что король решил поддержать консервативную позицию.

### Роль регионального соперничества
Региональное соперничество также сыграло важную роль в междоусобных войнах, вспыхнувших в Испанской Америке в результате появления хунты. Исчезновение центральной имперской власти, а в некоторых случаях даже местной вице-королевской власти (как в случае с Новой Гранадой и Рио-де-ла-Плата) положило начало длительному периоду балканизации во многих регионах испанской Америки. Было неясно, какие политические институты должны заменить империю, и были — по крайне мере среди креольских элит — никаких новых или старых национальных идентичностей, которые могли бы заменить традиционное ощущение того, что они испанцы. Первоначальные хунты 1810 года в первую очередь апеллировали к чувству испанцев, которое противопоставлялось французской угрозе; затем, к общей американской идентичности, которая противопоставлялась полуострову, захваченному французами; и в-третьих, к чувству принадлежности к местной провинции, «patria» по-испански. Чаще всего хунты стремились сохранить независимость провинции как от столицы бывшего вице-королевства или генерал-капитанства, так и от самого полуострова. Между провинциями вспыхнули вооруженные конфликты из-за вопроса о том, должны ли одни провинции подчиняться другим, как это было под короной. Это явление было особенно заметно в Новой Гранаде и Рио-де-ла-Плата. Это соперничество также приводит к тому, что некоторые регионы перенимают противоположную политическую цель своих соперников. Перу, похоже, оставалось сильно роялистским в значительной степени из-за соперничества с Рио-де-ла-Плата, из-за которого оно потеряло контроль над Верхним Перу, когда последний стал вице-королевством в 1776 году. Создание хунты в Рио-де-ла-Плата позволило Перу восстановит формальный контроль над Верхним Перу на время войн.

### Реставрация Фердинанда VII
Восстановление Фердинанда VII означало важное изменение, поскольку большинство политических и правовых нововведений, произошедших по обе стороны Атлантики, — мириады хунт, кортесы в Испании и несколько конгрессов в Америке, возникшие из хунт, многие конституции и новые правовые кодексы были сделаны от его имени. Оказавшись в Испании, Фердинанд VII понял, что имеет значительную поддержку со стороны консерваторов среди населения и иерархии испанской католической церкви, и поэтому 4 мая он отверг Испанскую конституцию 1812 года и приказал арестовать либеральных лидеров 10 мая. Фердинанд оправдал свои действия, заявив, что Конституция и другие изменения были внесены кортесом, собравшимся в его отсутствие и без его согласия. Он также объявил все хунты и конституции, написанные в испанской Америке, недействительными и восстановил прежние своды законов и политические институты.
Это, по сути, означало окончательный разрыв с двумя группами, которые могли быть союзниками Фердинанда VII: автономными правительствами, ещё не провозгласившими формальную независимость, и испанскими либералами, создавшими представительное правительство, полностью включавшее заморские владения и рассматривавшиеся многими в Новой Испании как альтернатива независимости (сегодня Мексика), Центральная Америка, Карибы, Венесуэла, Кито (Эквадор), Перу, Верхнее Перу (Боливия) и Чили.
Провинции Новой Гранады сохраняли независимость от Испании с 1810 года, в отличие от соседней Венесуэлы, где роялисты и силы, выступающие за независимость, по нескольку раз захватывали контроль над регионом. Чтобы умиротворить Венесуэлу и вернуть себе Новую Гранаду, Испания собрала в 1815 году крупнейшие вооружённые силы, когда-либо направлявшиеся в Новый Свет, в составе 10 500 солдат и почти шестидесяти кораблей. Хотя эти силы сыграли решающую роль в возвращении твердо выступающего за независимость региона, такого как Новая Гранада, её солдаты в конечном итоге были рассредоточены по Венесуэле, Новой Гранаде, Кито и Перу и погибли от тропических болезней, ослабивших их влияние на войну. Что ещё более важно, большинство сил роялистов состояло не из солдат, присланных с полуострова, а из американцев испанского происхождения. Другие американцы испанского происхождения были умеренными и решили подождать и посмотреть, что выйдет из восстановления нормальной жизни. Фактически в районах Новой Испании, Центральной Америки и Кито губернаторы сочли целесообразным оставить выборных конституционные советы на несколько лет, чтобы предотвратить конфликт с местным обществом. Либералы по обе стороны Атлантики, тем не менее, продолжали плести заговоры с целью вернуть конституционную монархию, что им в конечном итоге удалось в 1820 году. Возможно, самым ярким примером трансатлантического сотрудничества является экспедиция Мина-и-Ларреа, Мартин Хавьер в Техас и северную Мексику в 1816 и 1817.
Испанские американцы в роялистских районах, которые были привержены независимости, уже присоединились к партизанским движениям. Действия Фердинанда действительно поставили области, неподконтрольные армиям роялистов, на путь к полной независимости. Правительства этих регионов, уходящие корнями в хунты 1810 года, — и даже умеренные тамошние деятели, добившиеся примирения с короной, — теперь видели необходимость отделения от Испании, если они хотели защитить проведенные ими реформы.

### Восстановление Конституции Испании и независимости
Испанским либералам 1 января 1820 г. наконец удалось заставить Фердинанда VII восстановить Конституцию, когда Рафаэ́ль дель Рие́го-и-Ну́ньес возглавил восстание среди войск, которые были собраны для отправки большого экспедиционного корпуса в Америку. К 7 марта королевский дворец в Мадриде был окружен солдатами под командованием генерала Франсиско Бальестероса, а через три дня, 10 марта, осажденный Фердинанд VII, фактически арестованный, согласился восстановить Конституцию.
Восстание Риего оказало значительное влияния на войну в Америке. Во-первых, никогда уже не прибудет большое количество военных подкреплений, которые были особенно необходимы для отвоевания Новой Гранады и защиты вице-королевства Перу. Более того, по мере того, как ситуация с роялистами становилась все более отчаянной от региона к региону, в армии происходило массовое дезертирство частей на сторону патриотов. Во-вторых, в политических вопросах восстановление либерального режима изменило условия, на которых испанское правительство пыталось вступить в бой с повстанцами. Новое правительство наивно полагало, что повстанцы борются за испанский либерализм и что конституция Испании все ещё может быть основой для примирения двух сторон. Правительство ввело Конституцию и провело выборы в заморских провинциях, как и в Испании. Оно также приказало военачальникам начать переговоры о перемирии с повстанцами с обещанием, что они могут участвовать в восстановленном представительном правительстве.
Испанская конституция, как оказалось, послужила основой для независимости Новой Испании и Центральной Америки, поскольку в этих двух регионах именно коалиция консервативных и либеральных роялистских лидеров возглавила создание новых государств. Восстановление испанской конституции и представительного правительства было с энтузиазмом встречено в Новой Испании и Центральной Америке. Были проведены выборы, сформированы органы местного самоуправления и отправлены депутаты в кортесы. Однако среди либералов существовали опасения, что новый режим не продержится, а среди консерваторов и церкви — что новое либеральное правительство расширит свои реформы и антиклерикальное законодательство. Эта атмосфера нестабильности создала условия для того, чтобы обе стороны заключили союз. Этот союз сложился к концу 1820 г. за спиной Агустина де Итурбиде, полковника королевской армии, которому в то время было поручено уничтожить партизанские отряды во главе с Висенте Герреро. Вместо этого Итурбиде вступил в переговоры, в результате которых был принят Игуальский план, который сделает Новую Испанию независимым королевством с Фердинандом VII в качестве её короля. По Кордовскому договору высший испанский чиновник в Мексике одобрил План Игуалы, и, хотя правительство Испании так и не ратифицировало этот договор, у него не было ресурсов, чтобы добиться его отклонения. В конечном счете именно королевская армия в Мексике в конечном итоге обеспечила независимость этой страны.
Центральная Америка обрела независимость вместе с Новой Испанией. Региональные элиты поддержали условия Плана Игуалы и организовали союз Центральной Америки с Мексиканской империей в 1821 году. Два года спустя после падения Итурбиде регион, за исключением Чьяпаса, мирно отделился от Мексики в июле 1823 года, образовав государство Соединённые провинции Центральной Америки. Новое государство просуществовало семнадцать лет, к 1840 году центробежные силы разорвали его на отдельные провинции.
В Южной Америке независимость была вызвана борцами за независимость, которые держались последние полвека. Хосе де Сан-Мартин и Симон Боливар возглавили движение из южной и северной части Южной Америки, которое освободило большинство испано-американских наций на этом континенте и обеспечило независимость Стран Южного конуса продолжалось с тем или иным успехом с 1810. В Южной Америке солдаты-роялисты, офицеры (такие как Андрес де Санта-Крус) и целые подразделения также начали массово дезертировать или переходить на сторону патриотов, поскольку положение королевской армии стало ужасным. В конце 1820-х годов в Венесуэле, после Боливара и Пабло Морильо заключили соглашение о прекращении огня, многие подразделения пересекли линию фронта, зная, что испанский контроль над регионом не продлится долго. Ситуация повторилась в Перу с 1822 по 1825 год, когда туда медленно продвигались республиканские силы. Однако, в отличие от Мексики, высшее военное и политическое руководство в этих частях Южной Америки исходило от патриотов, а не от роялистов.
Крах конституционного режима в Испании в 1823 году имел и другие последствия для войны в Южной Америке. Офицеры-роялисты, расколотые на либералов и консерваторов, вели между собой междоусобную войну. Генерал Педро Антонио Оланета, командующий в Верхнем Перу, восстал против либерального вице-короля Перу, Хосе де ла Серна, в 1823. Этот конфликт предоставил возможность республиканским силам под командованием Боливара и Антонио Хосе Сукре прейти в наступление, кульминацией которого стала Битва при Аякучо 9 Декабря, 1824. Королевская армия Верхнего Перу сдалась после убийства Оланеты 2 апреля 1825 года. Однако бывшие роялисты сыграли важную роль в создании Перу и Боливии. В Боливии роялист Казимиро Оланета, племянник генерала Оланеты, организовал конгресс на котором провозгласил независимость страны от Перу. А в самом Перу после того, как войска Боливара покинули страну в 1827 году, перуанские лидеры отменили многие из его политических реформ.

## Роялистская армия

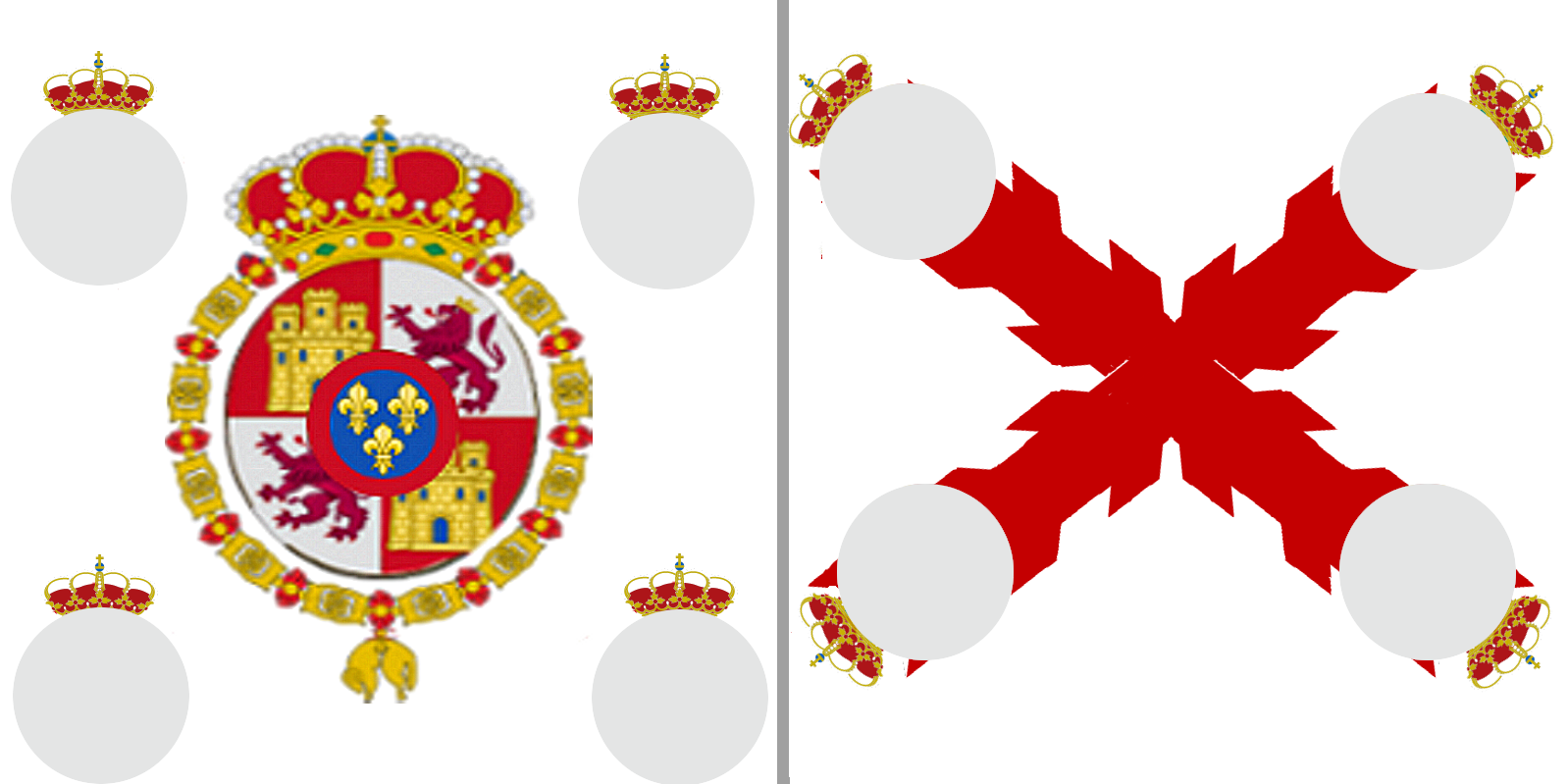
Королевские и полковые знамена пеших полков роялистской армии по образцу флага Бургундского Креста (местный герб заменит серые круги, представленные здесь).
Девиз: За Религию, Родину и Короля. Да здравствует Фернандо VII

В армии существовало два типа подразделений: экспедиционные войска (на Испанском: expedicionarios) сформированные в Испании и милиция (на испанском: milicias), которые уже существовали или были созданы во время конфликта в Америке. Подразделения милиции, которые полностью состояли из ополченцев (жителей или уроженцев Испанской Америки), были подкреплены присутствием «ветеранских отрядов» (или «дисциплинированных ополченцев»), состоящих из ветеранов полуострова и испано-американцев, участвовавших в войнах Испании в Европе. Ожидалось, что подразделения ветеранов составят ядро из опытных солдат местной обороны, чей опыт будет неоценим для обычных ополченцев, которым часто не хватало длительного военного опыта, если таковой имелся. Ветеранские части были созданы в прошлом веке в ходе Реформы Бурбонов с целью усилить обороноспособность испанской Америки против усиливающегося вторжения других европейских держав, например, во время Семилетней войны.
В целом европейцы сформировали лишь около десятой части роялистских армий в Испанской Америке и только около половины экспедиционных частей. Поскольку каждая потеря европейского солдата заменялась американским солдатом испанского происхождения, со временем в экспедиционных частях становилось все больше и больше американских солдат испанского происхождения. Например, Пабло Морильо, главнокомандующий в Венесуэле и Новой Гранаде, сообщил, что у него всего 2000 европейских солдат, другими словами, только половина солдат его экспедиционного корпуса были европейцами. Подсчитано, что в Битве при Майпу только четверть роялистских сил составляли европейские солдаты, в Битве при Карабобо около пятой, а в Битва при Аякучо менее 1 % составляли европейцы.

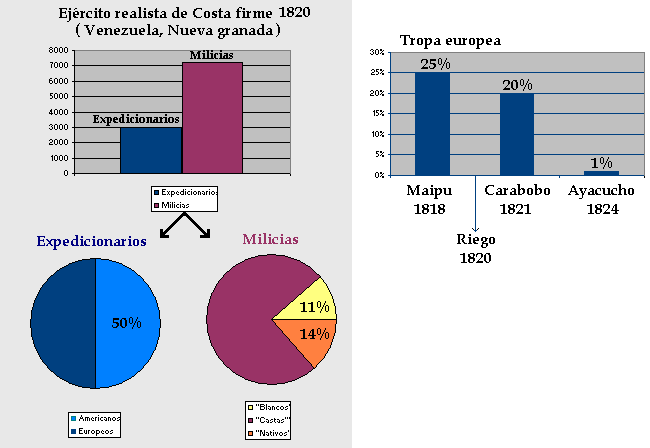
Армия роялистов